# 柳津橋 (国道252号)

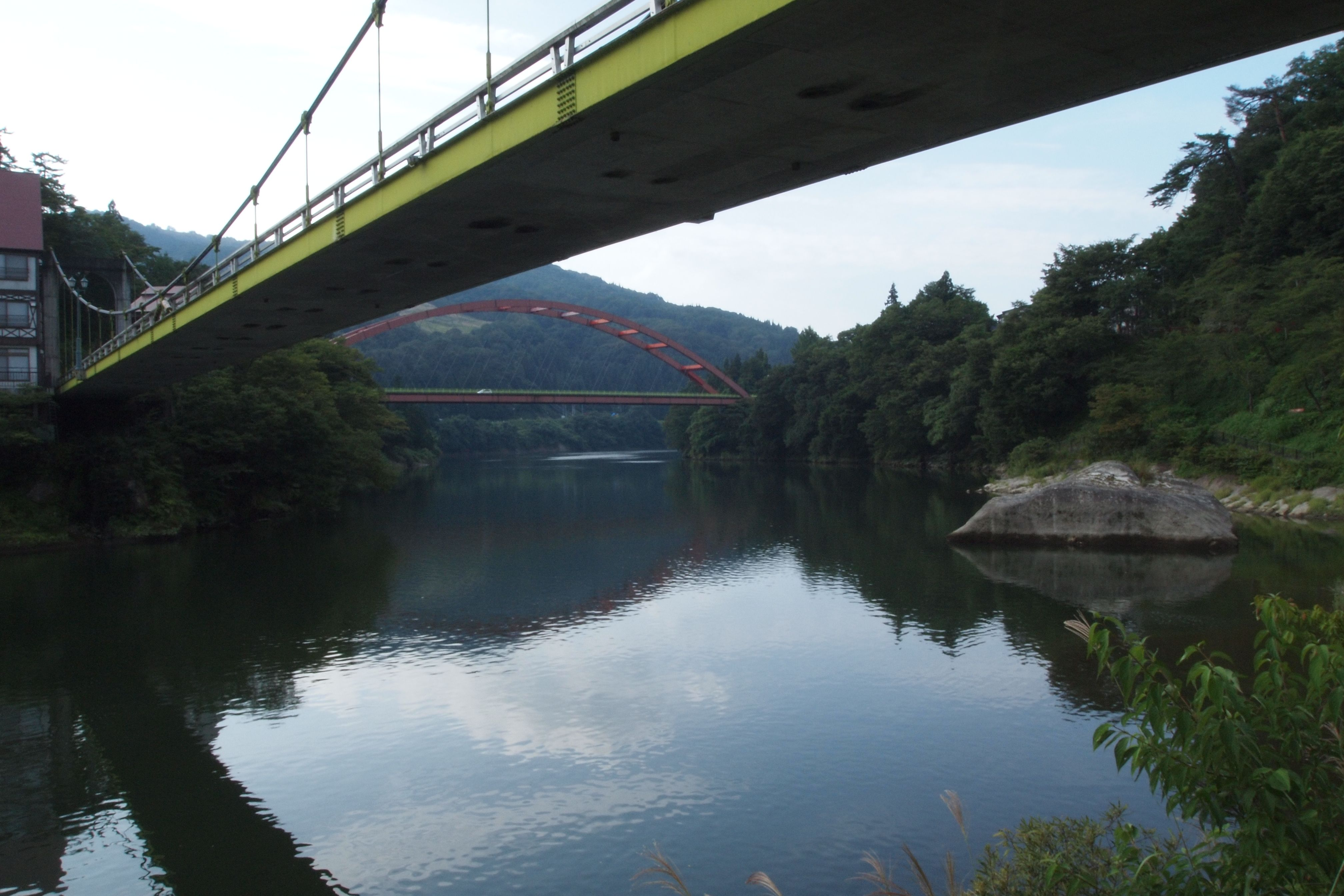
観月橋の下から見た柳津橋

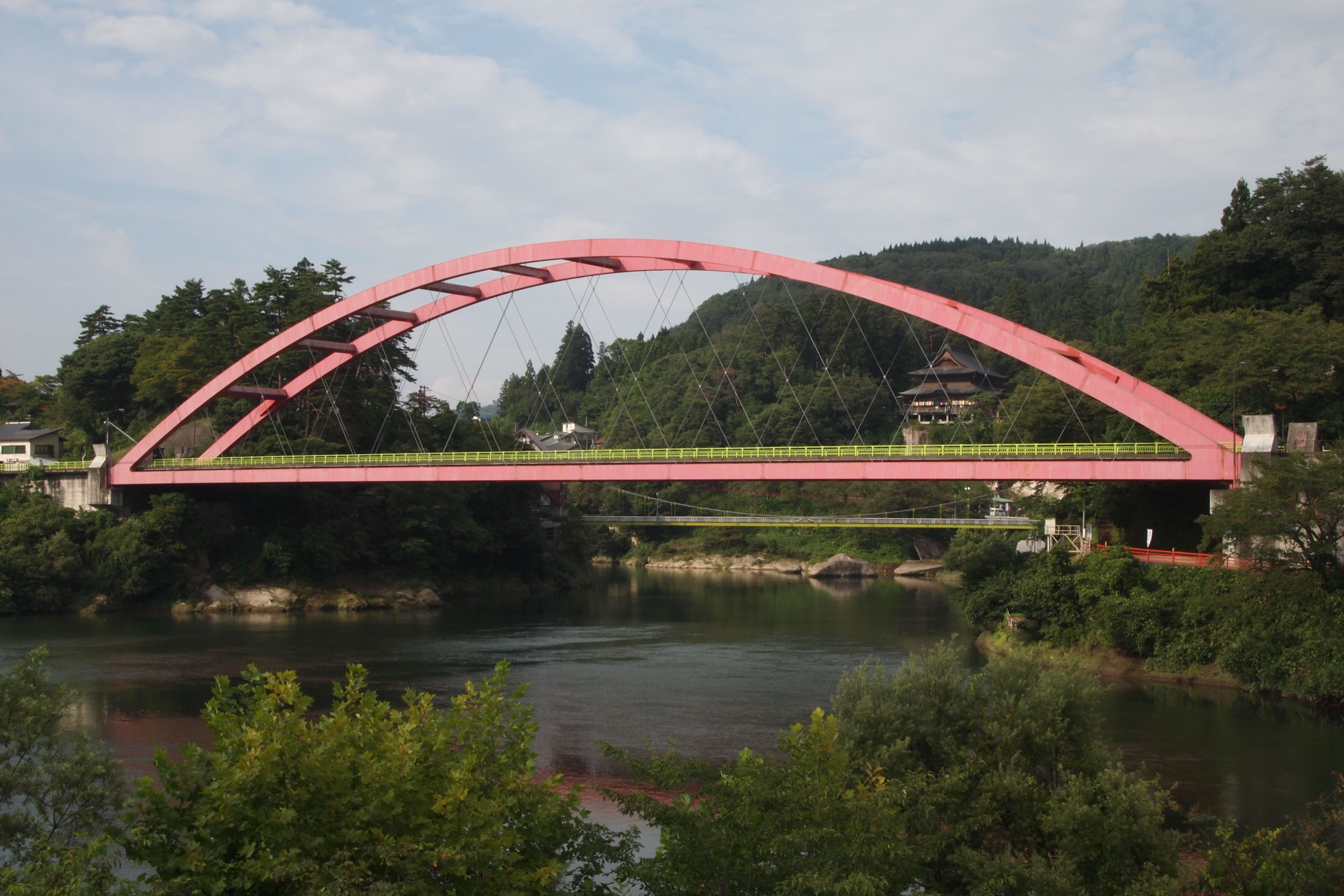
瑞光寺橋。柳津橋と同じ下路式ニールセンローゼ橋。奥に見えるのは観月橋、その上の山腹に見えるのは円蔵寺。

柳津橋（やないづばし）は、福島県河沼郡柳津町にある道路橋。一級水系阿賀野川水系只見川にかかり国道252号を通す。

## 概要
従来の柳津町中心部を通るルートを避けるために新たにバイパスとして建設された国道252号の橋である。架設位置が只見柳津県立自然公園に指定されており、近傍に日本三大虚空蔵尊の一つとして名高い福満虚空蔵尊圓蔵寺とその門前町が広がる景勝地であるため、日本国内で3例目、福島県内では初となるニールセンローゼ橋として建設され、柳津橋の橋梁工事が1971年度の全建準賞を受賞した。
柳津橋の架設の翌年には、同じ下路式ニールセンローゼ橋の瑞光寺橋（ずいこうじばし）北緯37度31分51.7秒 東経139度43分23.5秒 / 北緯37.531028度 東経139.723194度（全長149 m、全幅11 m）が架けられた。柳津橋、瑞光寺橋ともに金属アーチ補剛桁部分が赤く塗装され、只見川の流れや周囲の山々の緑色に映え大変美しい景観を生み出しており、かの斎藤清の版画にもなるなど観光名所の一部として機能している。
只見川は深い渓谷を形作り流量も多く、多数の水力発電用ダムにより川面が大きくなっているために桁橋を通すのが難しくアーチ橋が主流だが、この地域は日本有数の豪雪地帯であり、かねてからアーチ部へ着雪し、落下した氷塊が走行中の自動車に衝突するという危険極まりない事故が起きていた。管轄する福島県土木部は福島技術支援センター（ハイテクプラザ、地元企業を支援している。）の協力を仰いだ。地元企業が屋根の融雪技術について相談を持ちかけていたことを受け、県はその企業とハイテクプラザに相談を持ちかけ鉄骨部の融雪装置への応用に向けた改良を始め、優れた融雪ネットの実用化に成功した。

### 諸元
柳津橋
- 全長…183.0 m
  - 主径間…154.0 m（第2径間）
- 全幅…11.0 m
- 形式…3径間鋼下路式ニールセンローゼ橋・鋼鈑桁橋
- 竣工…1972年（昭和47年）
- 施工…日本鋼管[3]

瑞光寺橋
- 全長…149.0m
  - 主径間…147.2m
- 形式…3径間鋼下路式ニールセンローゼ橋
- 竣工…1972年
- 施工…三菱重工業[4]

## 周辺
- 福満虚空蔵尊圓蔵寺
- 会津柳津只見川ライン下り
- 柳津ウグイ生息地（国指定天然記念物）